# Consell Nacional de la Cultura i de les Arts
El Consell Nacional de la Cultura i de les Arts (CoNCA) és un òrgan de la Generalitat de Catalunya dedicat a assessorar el Govern en el conjunt de la política cultural i organitzar la política de suport i de promoció de la creació artística, així com, concedir els premis nacionals de Cultura i emetre un informe anual de l'estat de la cultura i de les arts a Catalunya. El primer informe es va publicar el 28 de juny de 2010. En un inici, la institució gestionava un 2,9% del pressupost del Departament de Cultura, aproximadament uns 10,5 milions d'euros anuals però amb l'aprovació de la Llei 11/2011, de 29 de desembre, de reestructuració del sector públic per a agilitzar l'activitat administrativa, es varen modificar substancialment la seva estructura i les seves funcions i, proporcionalment, el seu pressupost.
Joan Torrent i Pérez fou nomenat nou director del CoNCA el 18 d'octubre de 2022 després d'haver ocupat el càrrec de forma interina des del 14 de setembre del mateix any, arran de la dimissió de l'anterior directora, Sílvia Muñoz d'Imbert. Fins aleshores, Torrent era el cap d'Administració i coordinador general del Consell Nacional de la Cultura i de les Arts.

## Història
El mes de desembre de 2003 el PSC, ERC i ICV-EUiA van acordar la creació del Consell de les Arts, dins del conegut com a Pacte del Tinell. Mesos després, l'abril de 2004, el llavors President Pasqual Maragall va demanar a l'economista Josep Maria Bricall la redacció d'una proposta de creació d'un Consell de la Cultura i de les Arts, seguint el model britànic, amb l'objectiu que aquest participés en la política cultural del país i intervingués en el procés d'atorgar ajudes i subvencions, intentant evitar que aquestes es decidissin de manera improvisada o política. Es volia crear un organisme amb capacitat per prendre i aturar decisions.

### Aprovació
Durant el procés de creació de la institució van passar 3 Consellers de Cultura pel Govern de la Generalitat, Caterina Mieras, Ferran Mascarell i Joan Manuel Tresserras. El Consell es fundà finalment el 13 de maig de 2008 en aprovació al Parlament de Catalunya de la llei 6/2008, del 13 de maig, del Consell Nacional de la Cultura i de les Arts. La llista de membres que compondria el primer Consell fou escollida el 19 de desembre de 2008 pel Gabinet de Presidència i la Conselleria de Cultura d'entre "professionals vinculats a diferents àmbits del món de la cultura, de solvència contrastada i amb una dilatada experiència en la gestió". Un mes després, el 21 de gener de 2009, la llista de candidats a consellers fou aprovada en el ple de la cambra catalana, amb el vot a favor de PSC, ERC i ICV-EUiA, i l'abstenció de CiU, PP i C's, reproduint així la mateixa correlació de forces que es donà durant l'aprovació de la llei.
El principal argument esgrimit per la federació catalanista a l'hora d'abstenir-se foren les paraules expressades el 15 de gener per la Unió de Músics de Catalunya en les que asseguraven el seu sentiment d'exclusió, perplexitat i indignació davant la nul·la presència de representants del món de la música en el futur òrgan rector del consell.

### Primera dimissió
Després de mesos de tensions internes amb la resta de membres del Plenari, el 15 de setembre de 2009, s'obligà Xavier Bru de Sala a presentar la seva renúncia a la presidència del Consell, en una nota emesa. Posteriorment, l'11 de març de 2010, el Parlament de Catalunya va nomenar el músic Manel Camp per substituir-lo com a membre del Plenari.
Des del primer moment en què, a mitjans de setembre, el plenari es va veure obligat a cercar un nou candidat que aspirés a ocupar el càrrec buit, Francesc Guardans es perfilà com el successor més probable. El 19 d'octubre, el President de la Generalitat de Catalunya, José Montilla, comunicà a Guardans que atendria la voluntat majoritària del plenari. Guardans va ser nomenat nou president del CoNCA el 29 d'octubre del 2009.
Més endavant, l'11 de maig de 2011, el conseller Ferran Mascarell nomenà Norbert Tomàs com a nou director de l'entitat en substitució de Pep Montes. Des de finals de 2013 n'és la directora, Sílvia Muñoz d'Imbert.

### Dimissió en bloc

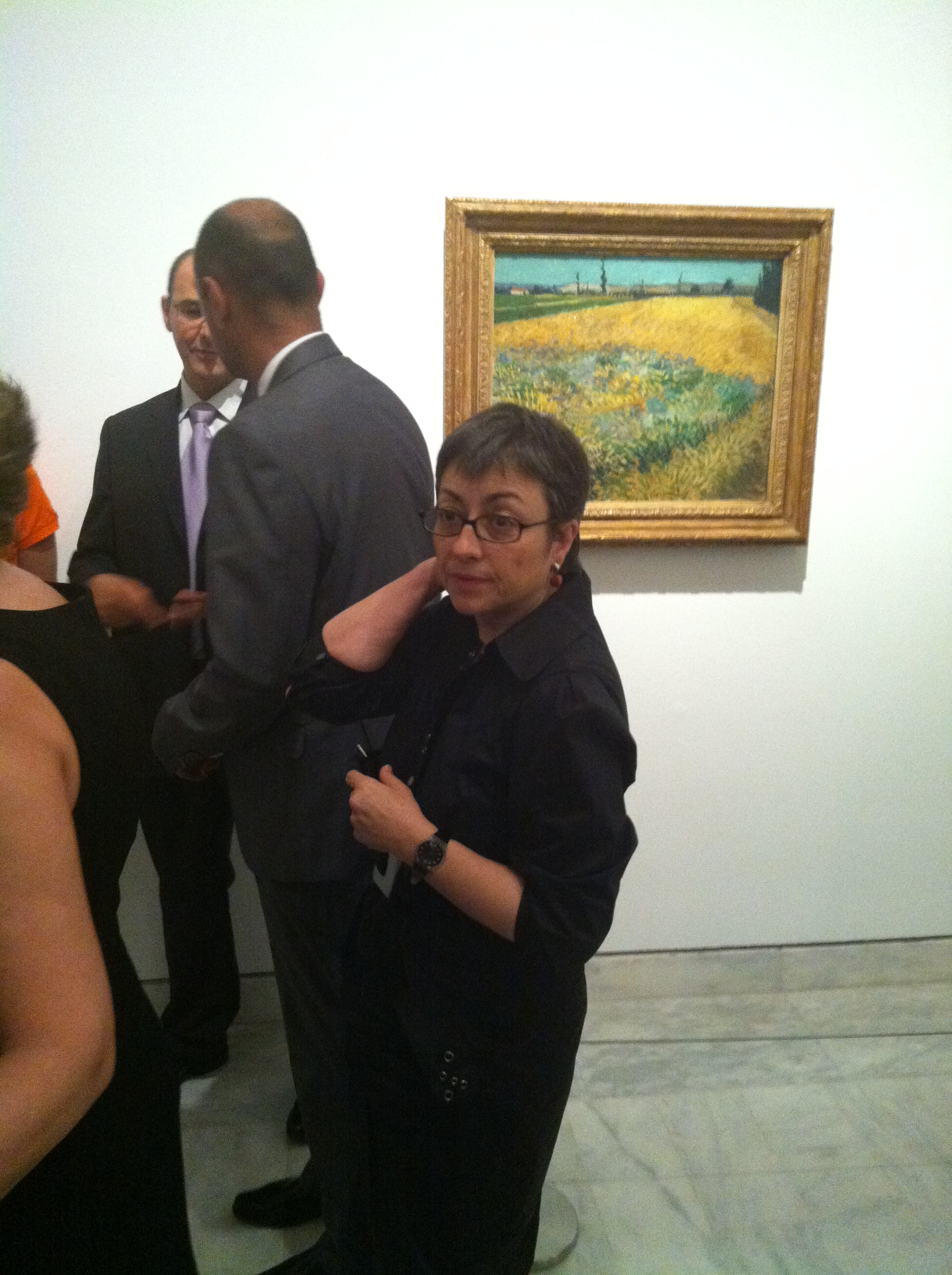
Parcerisas va ser l'única integrant que no va dimitir.

El dia 7 de novembre de 2011 van dimitir en bloc 11 dels 12 membres del CoNCA. Tots excepte la vicepresidenta, Pilar Parcerisas. En declaracions als mitjans de comunicació, Francesc Guardans, fins llavors el seu president, va dir «Creiem que és un error i un retrocés en qualitat democràtica», perquè el projecte de llei que s'està preparant «buida la institució de continguts fonamentals i el converteix en un organisme irrellevant.» Els dimissionaris van ser: Francesc Guardans, Xavier Antich, Sílvia Munt, Rosa Vergés, Chantal Grande, Marta Oliveres, Manel Camp, Jordi Coca, Manuel Forcano i Juli Capella.
La plataforma No retalleu la cultura, integrada per més de 7.000 professionals del sector cultural, van publicar un manifest on deien que «la progressiva retirada de recursos, la imposició d'una direcció política, l'avantprojecte de Llei òmnibus de 2011 i la imminent aprovació de la llei d'agilitat són els graons d'un procés de desmantellament del nou model de gestió indepentdent»
El 8 de novembre el Parlament de Catalunya va acceptar la renúncia de deu dels onze membres del Conca. Pocs dies després, el 16 de novembre, els membres del jurat que havien d'atorgar els Premis Nacionals de Cultura 2012 van enviar al Govern una carta de renúncia. Els Premis, instituïts l'any 1995, pretenen ser una continuació dels concedits per la Generalitat Republicana entre 1932 i 1938. Des del 2009 són atorgats pel CoNCA.

### Reestructuració
Es va proposar una llei òmnibus al Parlament de Catalunya que reestructurés i redimensionés l'organització, creant també l'Agència Catalana de Patrimoni, ampliant les funcions de l'Institut Català d'Indústries Culturals, entre altres projectes culturals. El projecte proposava un nou CoNCA amb 7 membres en comptes dels 11 inicials, i el seu objectiu era analitzar l'estat de la cultura al país, emetre informes i dictàmens en matèria de cultura, auditar els equipaments culturals de titularitat de la Generalitat, concedir els Premis Nacionals de Cultura i designar experts per a participar en les comissions de valoració de projectes per a obtenir subvencions.
El 23 de novembre, en la seva compareixença al Parlament de Catalunya, Mascarell va dir que «No pot ser que les eines que aparentment han de donar fluïdesa al sector siguin les més complicades»

### Aprovació i ratificació
El dia 21 de desembre de 2011 es va aprovar al Parlament de Catalunya la coneguda com a llei òmnibus, que incorporava l'aprovació d'un nou CoNCA amb 7 membres en comptes d'onze. Convergència va tenir l'acord del PSC i ERC i el PP es va abstenir.
El 13 de juny de 2012 es van ratificar al Parlament de Catalunya els nous 7 membres del CoNCA: David Albet, director artístic del grup instrumental contemporani BCN 216; el poeta i lingüista Carles Duarte; la pedagoga Mercè Gisbert; la productora de cinema Isona Passola; l'escriptor Valentí Puig, la gestora cultural Gemma Sendra i Pilar Parcerisas, investigadora d'art i comissaria d'exposicions.
L'octubre de 2013 va dimitir Norbert Tomàs, director del CoNCA des del maig de 2011, per motius personals. El desembre de 2014 ho feu l'escriptor Valentí Puig.

## Estructura
El primer Consell el formaren onze membres, dels quals un ostentà la presidència i dos la vicepresidència.
Actualment, el Plenari està integrat per Salvador Casals, gestor cultural; Edmon Colomer, director d'orquestra; Jordi Font, especialista en polítiques culturals i educatives de les arts; Núria Iceta, editora i gestora cultural; Vinyet Panyella, escriptora, gestora cultural i curadora d'exposicions; Míriam Porté, productora de cinema; i Margarida Troguet, gestora cultural de l'àmbit de les arts escèniques. Vinyet Panyella és la presidenta i Margarida Troguet la vicepresidenta.

## Funcions
Una de les primeres funcions és elaborar un informe anual sobre l'estat de la cultura i de les arts a Catalunya, entenent la cultura com un bé que cal veure des del punt de vista de la identitat com des de les dimensions social i econòmica, pel que fa a les relacions entre cultura i educació, la implantació territorial, la projecció internacional i la seva funció patrimonial. També impulsar la cultura com un bé públic comú i com un bé preferent, entenent que aquesta acompleix una funció essencialment social. Per realitzar aquest informe, el CoNCA analitza els diferents àmbits artístics i culturals del panorama català, així com les polítiques culturals vigents. Una altra de les seves funcions fou la d'establir, renovar o reforçar ponts de diàleg entre les diferents institucions culturals catalanes.

## Presidents del plenari
- 2009 (gener - octubre): Xavier Bru de Sala i Castells
- 2009 - 2011: Francesc Guardans i Cambó
- 2012 - 2019: Carles Duarte i Montserrat
- 2019 - avui: Vinyet Panyella i Balcells

## Directors
- 2009 - 2011: Pep Montes
- 2011 - 2013: Norbert Tomàs
- 2013 - 2022: Sílvia Muñoz d'Imbert
- 2022 - en el càrrec: Joan Torrent i Pérez[24]